# Liste der Naturdenkmale im Amt Rehna
Die Liste der Naturdenkmale im Amt Rehna nennt die im Amt Rehna im Landkreis Nordwestmecklenburg in Mecklenburg-Vorpommern gelegenen Naturdenkmale.

## Naturdenkmale
| Bild                          | Nr.     | Bezeichnung | Standort                                                                | Beschreibung                        | Schutzzweck | Verordnung |
| ----------------------------- | ------- | ----------- | ----------------------------------------------------------------------- | ----------------------------------- | ----------- | ---------- |
| BW                            | NWM 200 | Eiche       | Carlow Rehnaer Straße (53° 45′ 30″ N, 10° 56′ 16,2″ O)                  |                                     |             |            |
| BW                            | NWM 122 | Eibe        | Holdorf Hinterstraße (53° 43′ 35,1″ N, 11° 3′ 48,6″ O)                  |                                     |             |            |
| BW                            | NWM 125 | Kastanie    | Holdorf Hinterstraße (53° 43′ 34,5″ N, 11° 3′ 49,1″ O)                  | (nur Lage des Flurstücks angegeben) |             |            |
| BW                            | NWM 258 | Pappel      | Rieps (53° 46′ 13,1″ N, 10° 51′ 34,6″ O)                                | (nur Lage des Flurstücks angegeben) |             |            |
| BW                            | NWM 259 | Pappel      | Rieps (53° 46′ 6,4″ N, 10° 51′ 36,5″ O)                                 | (nur Lage des Flurstücks angegeben) |             |            |
| BW                            | NWM 193 | Eiche       | Rehna Othenstorf (53° 47′ 52,8″ N, 11° 6′ 29″ O)                        |                                     |             |            |
| BW                            | NWM 194 | Eiche       | Rehna Othenstorf Flurstück 1 182 (53° 47′ 40,1″ N, 11° 5′ 40,6″ O)      | (nur Lage des Flurstücks angegeben) |             |            |
| mehr Fotos \| Fotos hochladen | NWM 198 | Eiche       | Rehna Törber (53° 49′ 57,3″ N, 11° 4′ 13,3″ O)                          |                                     |             |            |
| BW                            | NWM 201 | 2 Linden    | Rehna Nesow (53° 45′ 31,4″ N, 11° 3′ 16,3″ O)                           |                                     |             |            |
| BW                            | NWM 219 | Eiche       | Rehna Friedhof (53° 46′ 45,1″ N, 11° 3′ 26,3″ O)                        | (nur Lage des Flurstücks angegeben) |             |            |
| BW                            | NWM 220 | Buche       | Rehna Friedhof (53° 46′ 45,1″ N, 11° 3′ 26,3″ O)                        | (nur Lage des Flurstücks angegeben) |             |            |
| BW                            | NWM 197 | Eiche       | Wedendorfersee Kasendorf Bergstraße 4 (53° 46′ 25,8″ N, 11° 8′ 44,1″ O) |                                     |             |            |

## Flächennaturdenkmale
| Bild                                    | Nr.     | Bezeichnung       | Standort                                                | Beschreibung | Schutzzweck | Verordnung                                                         |
| --------------------------------------- | ------- | ----------------- | ------------------------------------------------------- | --- | ----------- | ------------------------------------------------------------------ |
| BW                                      | NWM 001 | Benzin - Hecke    | Wedendorfersee Benzin (53° 45′ 33,4″ N, 11° 4′ 24,5″ O) | Hecke zwischen dem Benziner Wald und Benzin, NW des Ortes. |             | Beschluss des Rates des Kreises Gadebusch Nr. 34/79 vom 12.04.1979 |
| BW                                      | NWM 004 | Löwitz - Restpark | Rehna Löwitz (53° 47′ 22,2″ N, 11° 0′ 29,5″ O)          | Das FND wird geprägt von einem, vor allem durch Rotbuchen dominierten, wertvollen Baumbestand in der Parkmitte. Es gibt ein Vorkommen der Stechhülse linksseitig des Schlosses am Eingang. des Parks Beschluss liegt in der unteren Naturschutzbehörde in sehr schlechter Qualität vor |             | Beschluss des Rates des Kreises Gadebusch vom 21.04.1981           |
| BW                                      | NWM 005 | Meetzener See     | Holdorf Meetzen (53° 42′ 59,8″ N, 11° 3′ 18,7″ O)       | Beschluss liegt in der unteren Naturschutzbehörde in sehr schlechter Qualität vor |             | Beschluss des Rates des Kreises Gadebusch vom 21.04.1981           |
| Direkt Bild zu diesem Denkmal hochladen | NWM 007 | Bauteich          | Rehna ()                                                | Standgewässer. Besondere kulturhistorische Bedeutung. |             | Beschluss des Rates des Kreises Gadebusch Nr. 34/79 vom 12.04.1979 |
| Direkt Bild zu diesem Denkmal hochladen | NWM 037 | Heckenweg         | Rehna ()                                                | Wanderweg von Gletzow nach Löwitz. |             | Beschluss des Rates des Kreises Gadebusch Nr. 34/79 vom 12.04.1979 |